# Latouchia bachmaensis
Espèce
Latouchia bachmaensis est une espèce d'araignées mygalomorphes de la famille des Halonoproctidae.

## Distribution
Cette espèce est endémique du Viêt Nam. Elle se rencontre dans le parc national de Bach Ma dans la province de Thừa Thiên-Huế.

## Description
La femelle holotype mesure 28,9 mm.

## Étymologie
Son nom d'espèce, composé de bachma et du suffixe latin -ensis, « qui vit dans, qui habite », lui a été donné en référence au lieu de sa découverte, le parc national de Bach Ma.

## Publication originale
- Ono, 2010 : Four new spiders (Arachnida, Araneae) of the families Liphistiidae, Ctenizidae, Araneidae and Ctenidae from Vietnam. Memoirs of the National Science Museum, Tokyo, vol. 46, p. 1-12.